# Teorema de Blaschke-Lebesgue

Un triangle de Reuleaux, la corba d'amplada constant d'àrea mínima d'entre tots els conjunts convexos d'amplada fixa

En geometria plana el teorema de Blaschke–Lebesgue afirma que el triangle de Reuleaux té la mínima àrea d'entre totes les corbes d'amplada constant. En la forma que tota corba d'amplada donada té una àrea superior a la del triangle de Reuleaux, el teorema és conegut també com la desigualtat de Blaschke–Lebesgue. Duu els noms de Wilhelm Blaschke i de Henri Lebesgue, que el van publicar independentment a principis del segle xx.

## Enunciat
L'amplada d'un conjunt convex {\displaystyle K} en el pla euclidià és definit com la mínima distància entre dues rectes paral·leles que el tanquen. Les dues línies separades per una distància mínima necessàriament són rectes tangents a {\displaystyle K}, en costats oposats. Una corba d'amplada constant és la frontera d'un conjunt convex amb la propietat que, donades dues rectes paral·leles en direccions arbitràries tangents al conjunt convex, la seva distància és constant. Aquesta família de corbes inclouen tant el cercle com el triangle de Reuleaux, un triangle corbat format a partir d'arcs de tres cercles d'igual radi cadascun dels quals centrat en el punt de tall dels altres dos cercles. L'àrea del triangle de Reuleaux d'amplada {\displaystyle w} és
{\displaystyle {\frac {1}{2}}(\pi -{\sqrt {3}})w^{2}\approx 0.70477w^{2}.}
El teorema de Blaschke–Lebesgue afirma que aquest és el mínim únic de l'àrea d'una corba d'amplada constant, i la desigualtat de Blaschke–Lebesgue afirma que tot conjunt convex d'amplada {\displaystyle w} té una àrea superior a aquest valor, i la igualtat només es dona quan el conjunt és fitat per un triangle de Reuleaux.

## Història
El teorema de Blaschke–Lebesgue va ser publicat independentment l'any 1914 per Henri Lebesgue i l'any 1915 per Wilhelm Blaschke. Des de la seva publicació, se n'han publicat diverses demostracions més.

## En altres plans
El mateix teorema aplica en el pla hiperbòlic. Donada una funció de distància convexa en el pla (una distància definida com la norma de la diferència vectorial de punts, per tota norma), un teorema anàleg també aplica, segons el qual la corba d'àrea mínima d'amplada constant és la intersecció de tres discs mètrics, cadascun dels quals centrat en un punt del contorn dels altres dos.

## Aplicació
S'ha utilitzat el teorema de Blaschke–Lebesgue en la creació d'estratègies eficients en generalitzacions del joc d'enfonsar la flota, en què un jugador té un barco format per la intersecció de la graella d'enters amb el conjunt convex i l'altre jugador, després d'haver trobat un punt del barco, té com a objectiu determinar la seva ubicació utilitzant el menor nombre d'intents. Per a un barco d'{\displaystyle n} punts a la graella, és possible fitar el nombre d'intents fallits amb {\displaystyle O(\log \log n)}.

## Problemes relacionats
A partir de la desigualtat isoperimètrica, la corba d'amplada constant en el pla euclidià d'àrea més gran és el cercle. El perímetre d'una corba d'amplada constant {\displaystyle w} és {\displaystyle \pi w}, independentment de la seva forma. Aquest resultat es coneix com el toerema de Barbier.
Es desconeix quina superfície d'amplada constant en l'espai tridimensional té un volum mínim. Bonnesen i Fenchel van conjecturar l'any 1934 que les formes que ho minimitxen són els dos cossos de Meissner obtinguts en arrodonir els costats d'un tetraedre de Reuleaux, però això no s'ha demostrat mai.